# Wideregg
Wideregg ist ein Ortsteil der oberschwäbischen Gemeinde Kammlach im Landkreis Unterallgäu in Bayerisch-Schwaben. Er liegt etwa vier Kilometer südlich von Unterkammlach und ist über eine Gemeindestraße mit diesem verbunden. Südlich des Ortes verläuft der Ringelsbach.

## Geschichte
Die erste urkundliche Erwähnung des Ortes fand 1363 statt. Um 1800 befand sich der Ort im Besitz der Herrschaft Mindelheim. Seit dem Reichsdeputationshauptschluss ist der Ort Teil der Gemeinde Kammlach. Die Kapelle Hl. Dreifaltigkeit ist im späten 18. Jahrhundert erbaut worden.